# Дальхаймер, Карл
Карл Роберт Дальхаймер (нем. Karl Robert Dalheimer; 5 ноября 1907, Гестемюнде, Бремерхафен, Германская империя — 20 июля 1986, Бремен, ФРГ) — оберштурмфюрер СС, начальник отдела I/II (кадровые и экономические вопросы) в ведомстве полиции безопасности и СД в Минске и осуждённый военный преступник.

## Биография
Карл Дальхаймер родился 5 ноября 1907 года в семье токаря Рудольфа Дальхаймера. С 1913 по 1921 год посещал в Ольденбурге народную школу. Получил торговое образование в банковской фирме в Швеле и работал по специальности в различных компаниях до 1926 года. В 1926 году был принят в охранную полицию в земле Ольденбург, где прошёл подготовку в оперативном отряде. 1 мая 1933 года вступил в НСДАП (билет № 3155101). 15 августа 1935 году был переведён в политическую полицию в Дельменхорсте, но в начале 1938 года ушёл в отставку. 4 июля 1939 года был зачислен в ряды СС. В 1941 году был назначен полицейским инспектором. Впоследствии служил в отделение гестапо в Вене, где занимался административными вопросами.
Осенью 1941 года поступил на службу в отделение гестапо в Катовице. В ноябре 1942 был откомандирован в ведомство полиции безопасности и СД в Минске, где был начальником отдела I/II по кассовым и бухгалтерским вопросам. Осенью 1943 года лично участвовал в уничтожении Минского гетто. Кроме того, осенью 1943 года принял участие в убийстве 300 мужчин, женщин и детей в отместку за покушение на генерального комиссара Вильгельма Кубе. Дальхаймер был виновен в убийстве 1103 человек. В начале 1944 года вернулся в Катовице, однако при приближении Красной армии в январе 1945 года бежал в Хемниц.

### После войны
В послевоенные годы жил в Ольденбурге, где до конца 1954 года работал строителем, до того как в январе 1955 года нашёл работу в земельной ассоциации репатриантов в Бремене в качестве бухгалтера по балансам. В 1959 году был допрошен в качестве свидетеля, а 11 мая 1960 года был временно взят под арест. 21 мая 1963 года земельным судом Кобленца за пособничество в убийстве был приговорён к четырём годам заключения. После своего освобождения работал в бременской торговой компании, где дослужился до должности финансового директора.